# آبشار هئوانگ گوژو
آبشار هئوانگ گوژو (به انگلیسی: Huangguoshu Waterfall) آبشاری است که در گوئیژو، جمهوری خلق چین واقع شده و ارتفاع کلی ریزشگاه آن ۷۷٫۸ متر (۲۵۵ فوت) است.

## نگارخانه

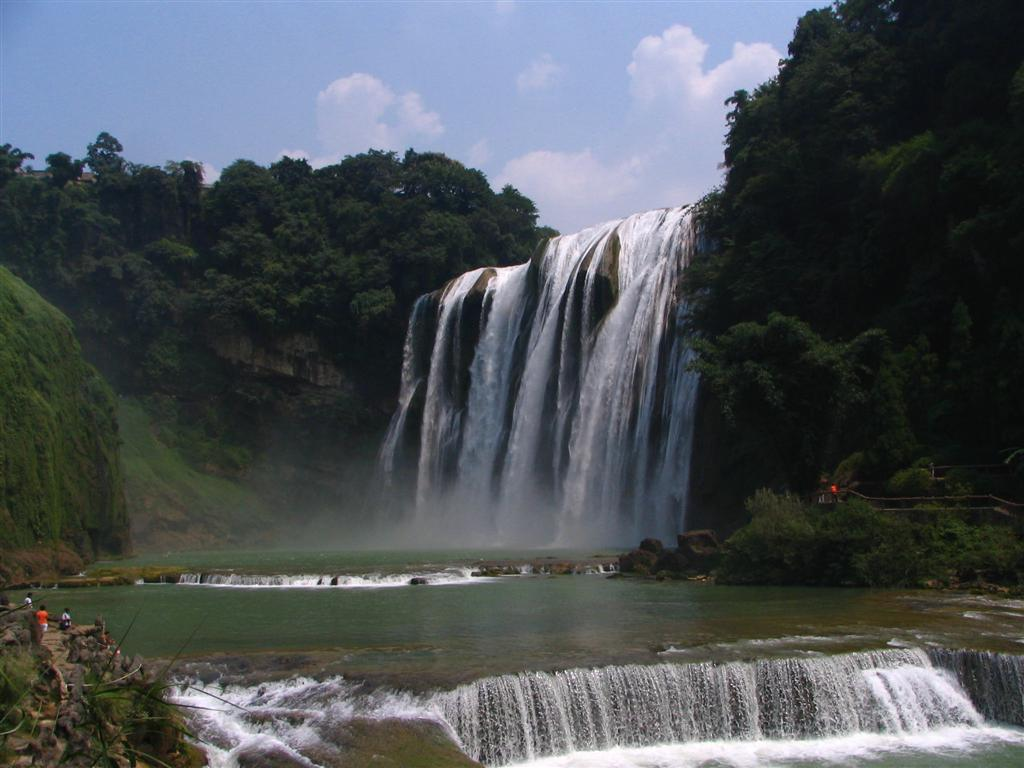
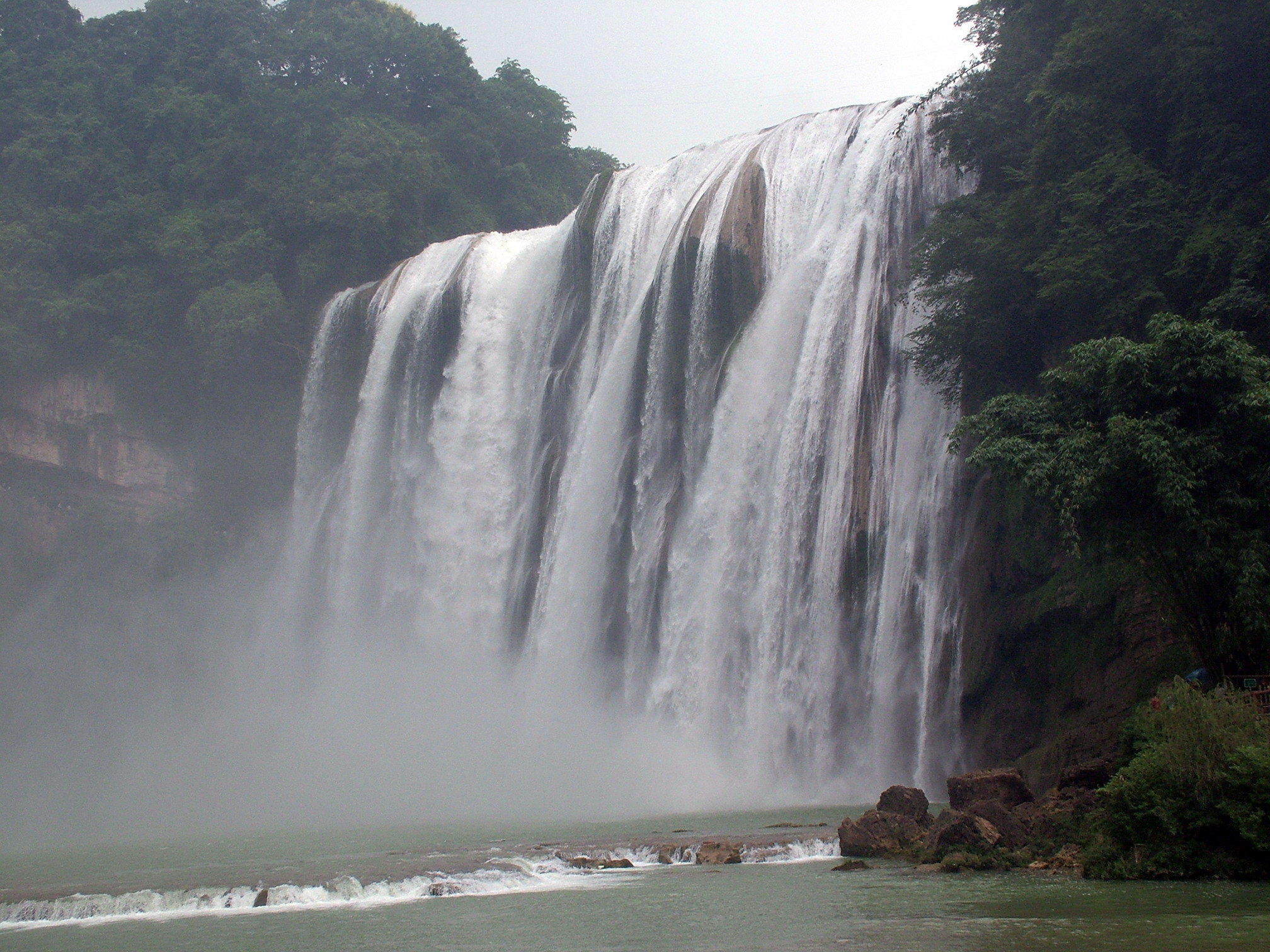
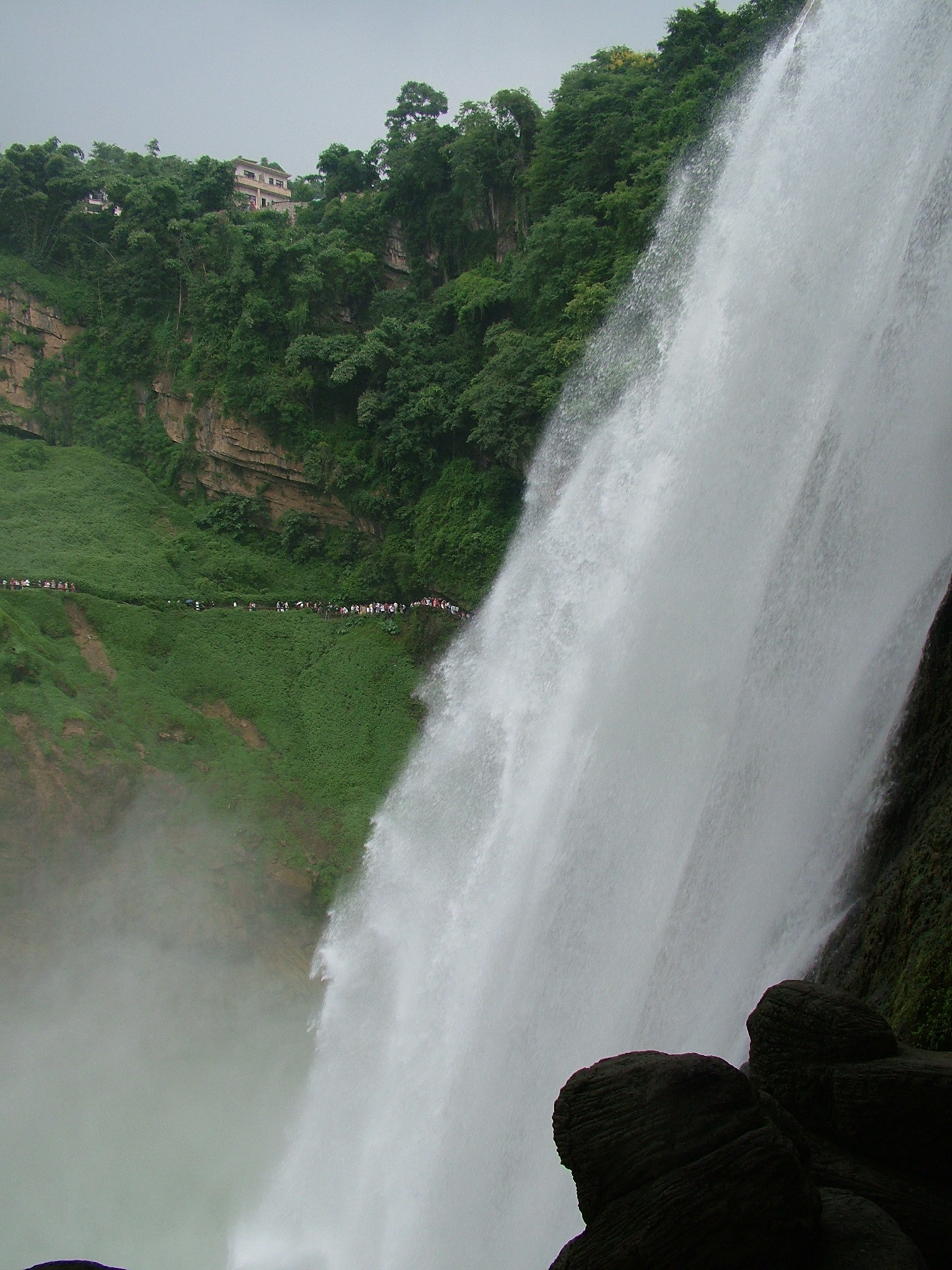
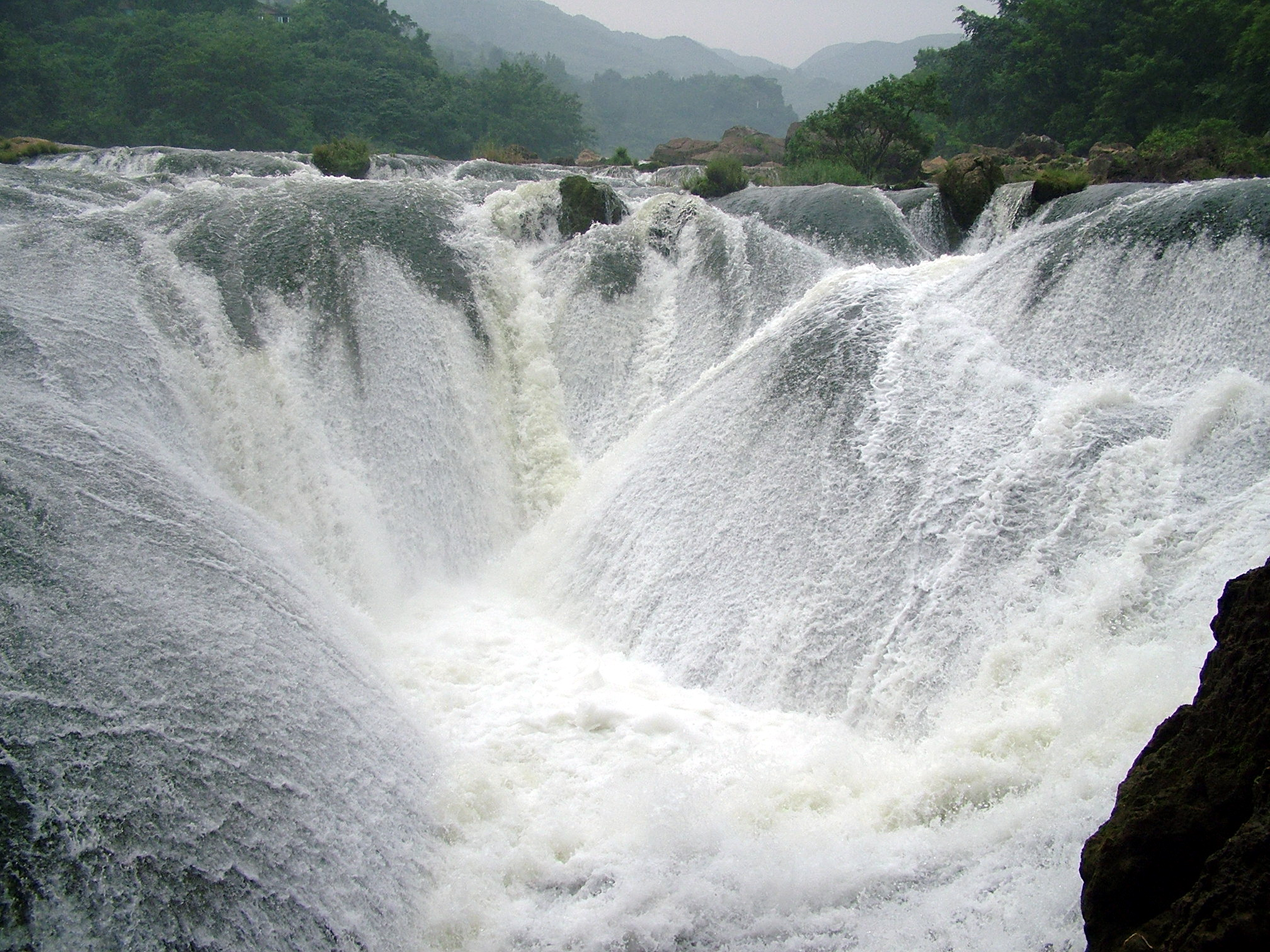
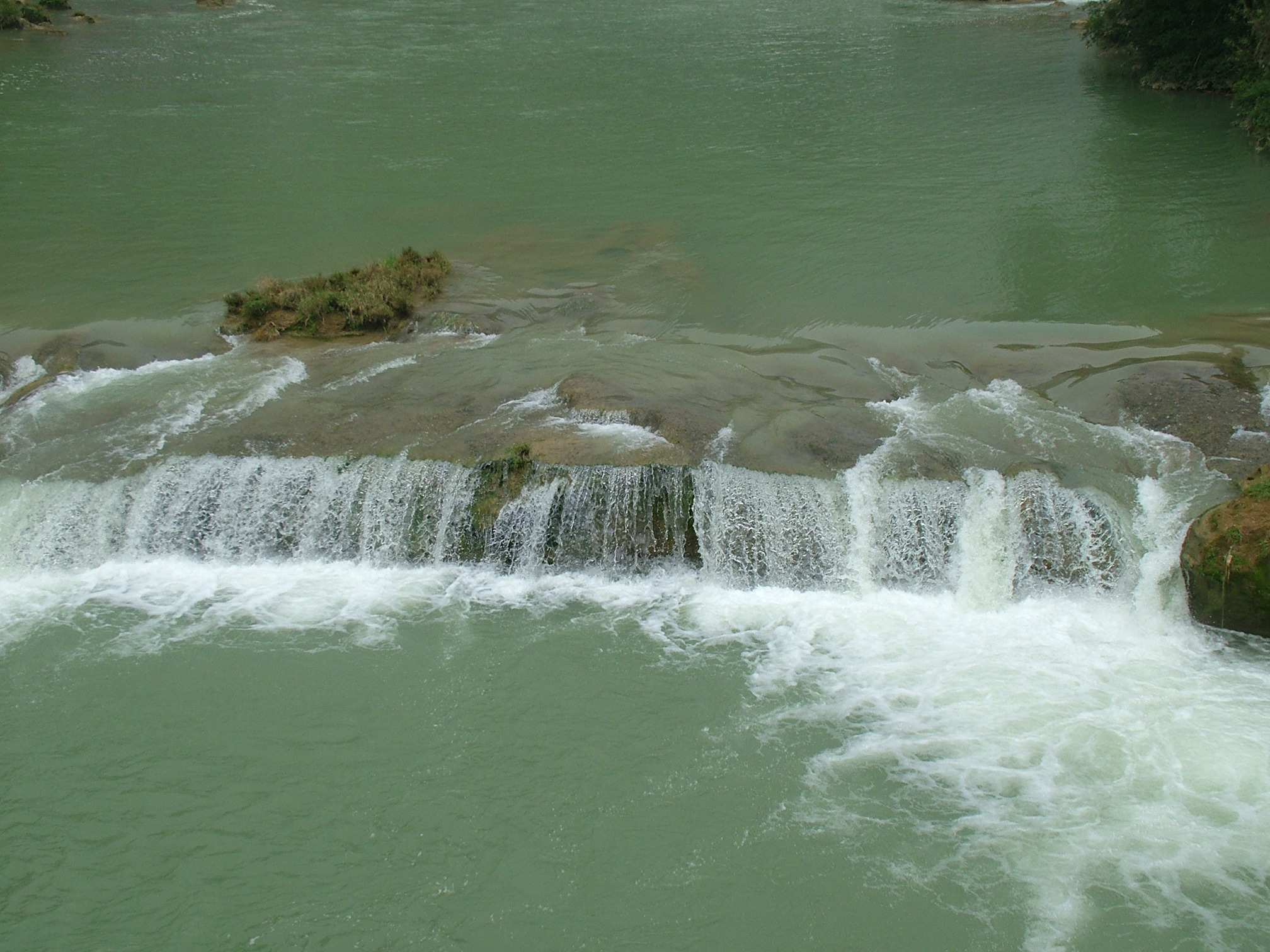
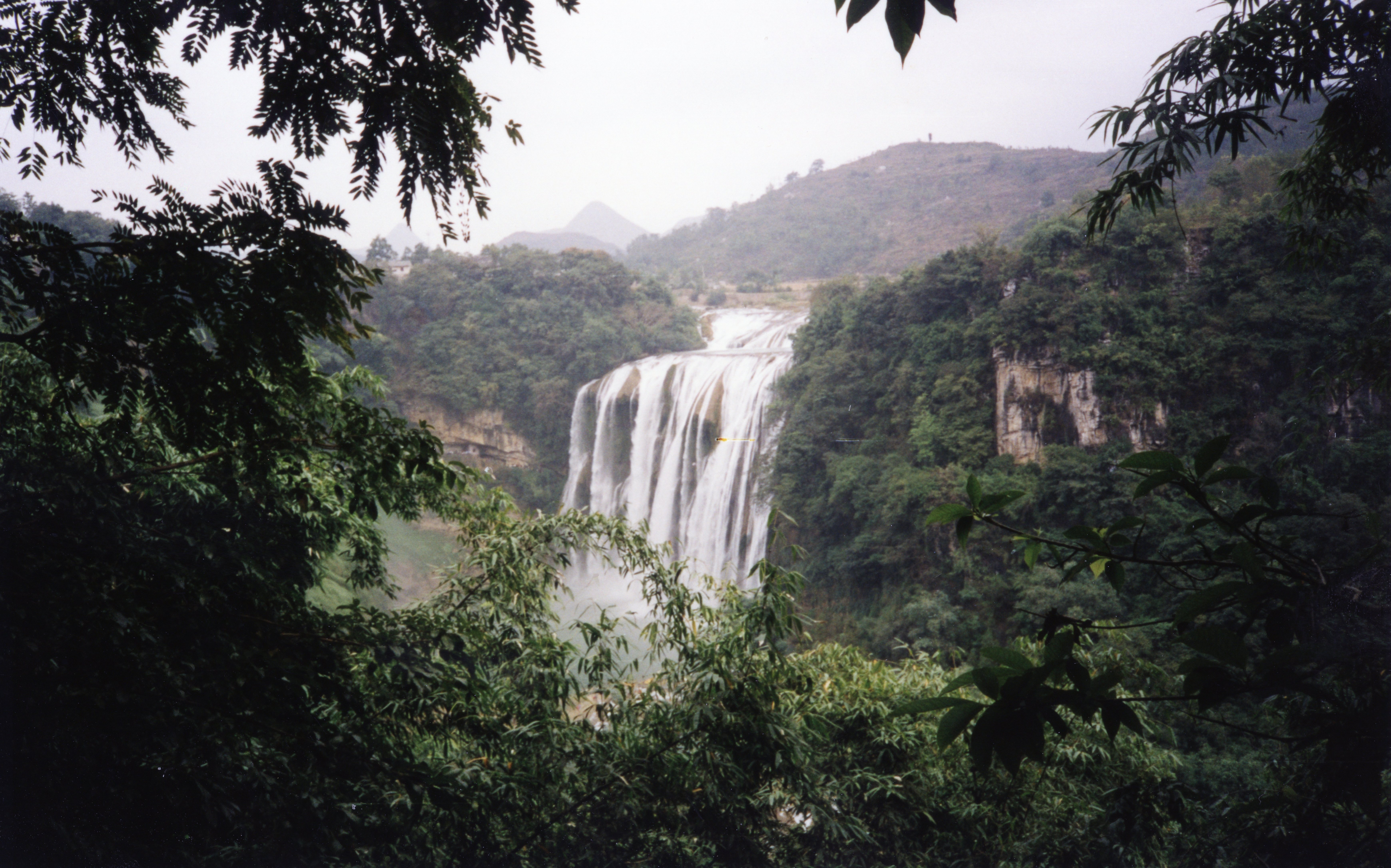
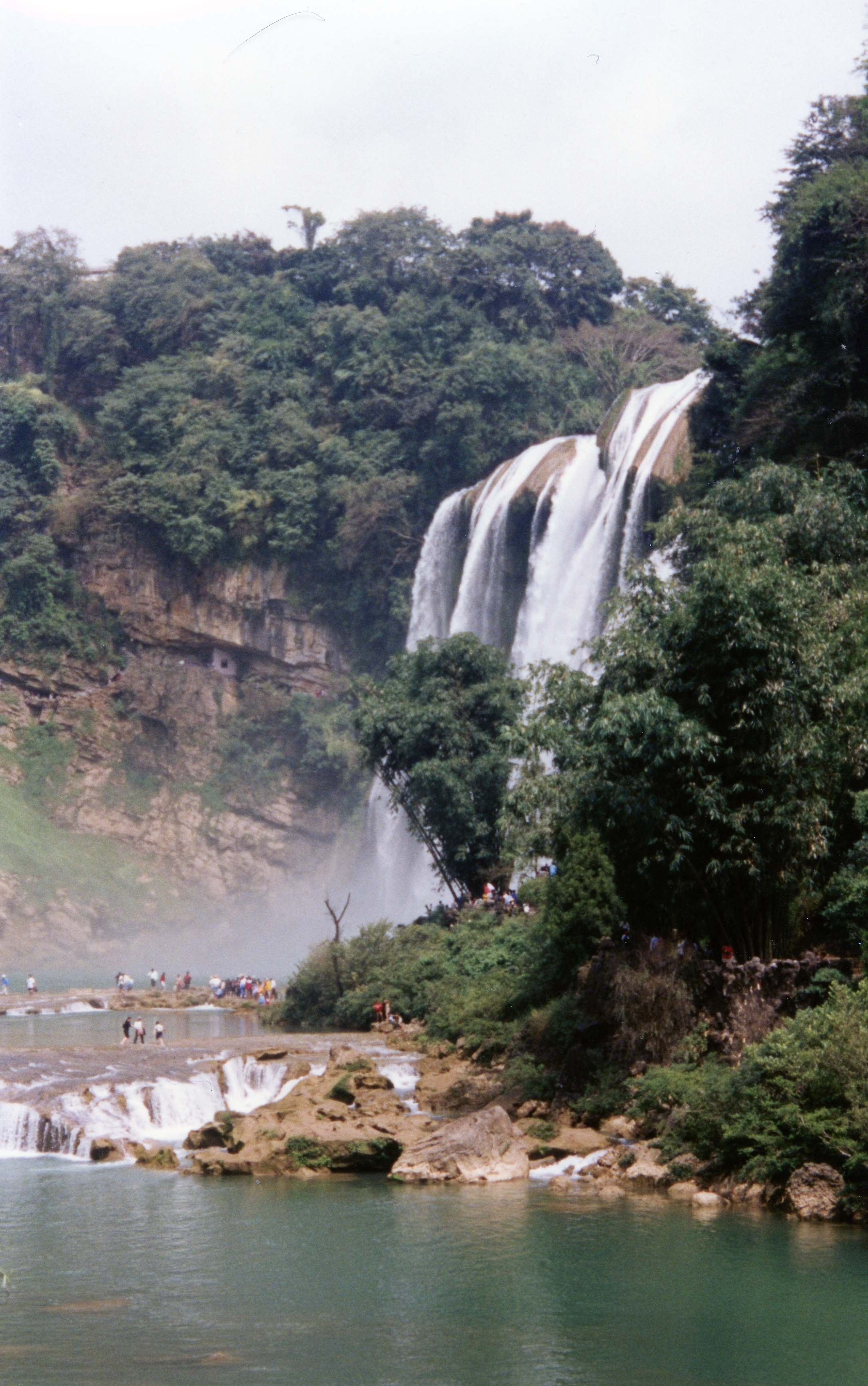
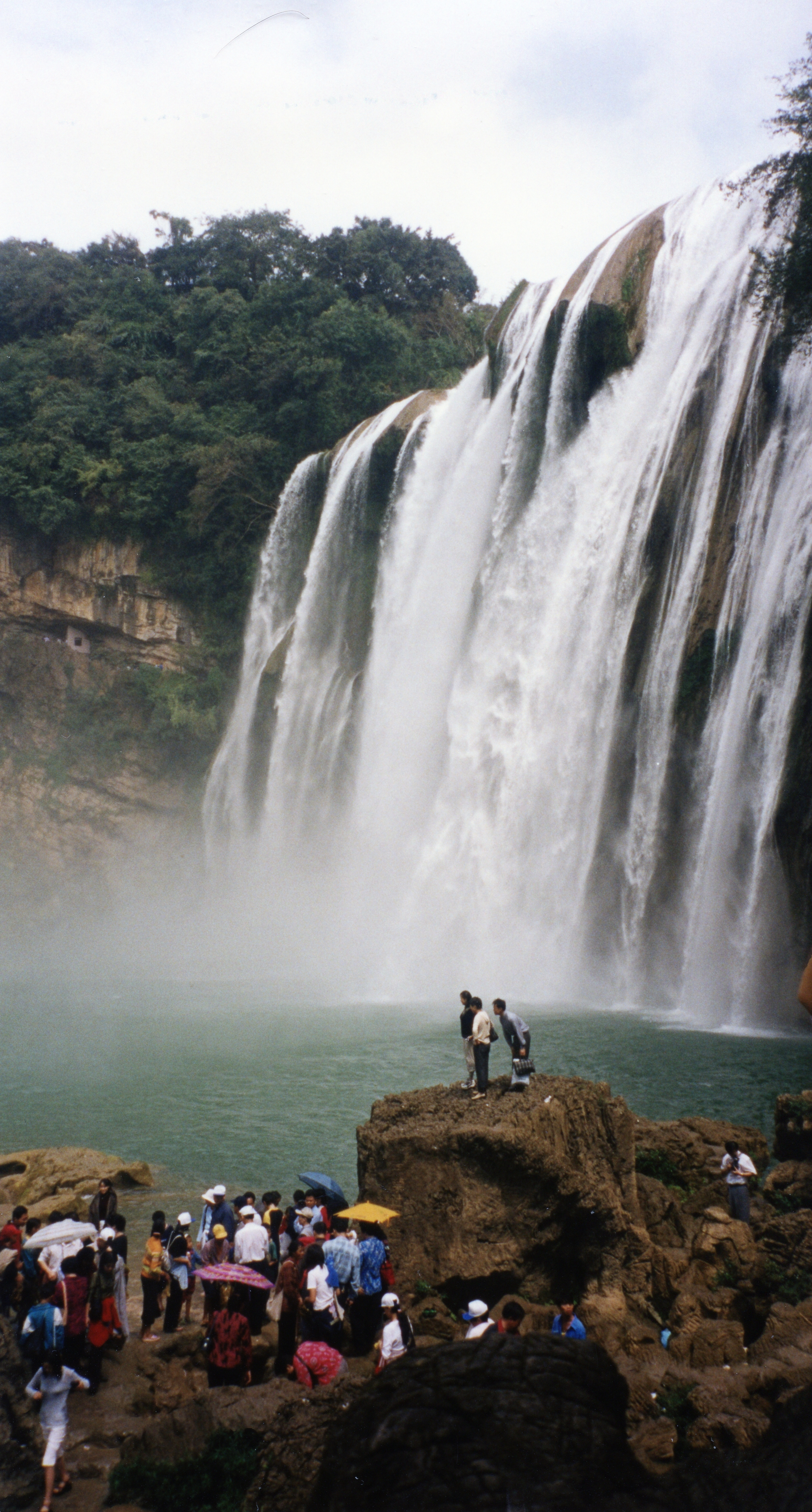